# Spiraea boissieri
Spiraea boissieri är en rosväxtart som beskrevs av Schneider. Spiraea boissieri ingår i släktet spireor, och familjen rosväxter. Inga underarter finns listade i Catalogue of Life.